# Frailea buenekeri
Frailea buenekeri är en kaktusväxtart som beskrevs av W.R. Abraham. Frailea buenekeri ingår i släktet Frailea och familjen kaktusväxter.

## Underarter
Arten delas in i följande underarter:
- F. b. buenekeri
- F. b. densispina